# San Martín Itunyoso
San Martín Itunyoso là một đô thị thuộc bang Oaxaca, México. Năm 2005, dân số của đô thị này là 2554 người.